# The Australian Financial Review
The Australian Financial Review é o principal jornal de finanças na Austrália que é publicado diariamente, de segunda a sábado, em um formato de tabloide de mídia da empresa Fairfax Media. Em agosto de 1951 The Australian Financial Review foi iniciado como um jornal semanal. Em outubro de 1961, tornou-se bissemanal e se tornou uma publicação diária em 1963. Em fevereiro de 1995, The Australian Financial Review Magazine foi introduzido, seguido logo por seu lançamento em junho de site do mesmo ano.